# براونسبورغ (إنديانا)
براونسبورغ (بالإنجليزية: Brownsburg town, Indiana)‏ هي بلدة تقع بولاية إنديانا في الولايات المتحدة. تبلغ مساحتها 42.36 كم2، وترتفع عن سطح البحر 268 م، بلغ عدد سكانها 21,285 نسمة في عام 2010 حسب إحصاء مكتب تعداد الولايات المتحدة وتصل الكثافة السكانية فيها 502.5 نسمة لكل كيلومتر مربع (1,301.5/ميل2).

## التركيبة السكانية
حدّد مكتب تعداد الولايات المتحدة بيانات التركيبة السكانية لبراونسبورغ في تعداد الولايات المتحدة. في ما يلي، التركيبة السكانية حسب تعدادي 2000 و2010.

### تعداد عام 2000
بلغ عدد سكان براونسبورغ 14,520 نسمة بحسب تعداد عام 2000، وبلغ عدد الأسر 5,366 أسرة وعدد العائلات 4,044 عائلة مقيمة في البلدة. في حين سجلت الكثافة السكانية 342.8 نسمة لكل كيلومتر مربع (887.8/ميل2). وبلغ عدد الوحدات السكنية 5,574 وحدة بمتوسط كثافة قدره 131.6 لكل كيلومتر مربع (340.8/ميل2).
وتوزع التركيب العرقي للبلدة بنسبة 97.44% من البيض و0.32% من الأمريكيين الأفارقة و0.17% من الأمريكيين الأصليين و0.78% من الأمريكيين ذوي الأصول الآسيوية و0.08% من سكان جزر المحيط الهادئ و0.35% من الأعراق الأخرى و0.86% من عرقين مختلطين أو أكثر و1.18% من الهسبانيون أو اللاتينيون من أي عرق.
بلغ عدد الأسر 5,366 أسرة كانت نسبة 43.2% منها لديها أطفال تحت سن الثامنة عشر تعيش معهم، وبلغت نسبة الأزواج القاطنين مع بعضهم البعض 64% من أصل المجموع الكلي للأسر، ونسبة 8.6% من الأسر كان لديها معيلات من الإناث دون وجود شريك،  بينما كانت نسبة 2.7% من الأسر لديها معيلون من الذكور دون وجود شريكة وكانت نسبة 24.6% من غير العائلات. تألفت نسبة 20.8% من أصل جميع الأسر من عدة أفراد يعيشون في نفس المنزل ونسبة 8.2% كانت تتألف من شخص يعيش بمفرده يبلغ من العمر 65 عاماً أو أكثر. وبلغ متوسط حجم الأسرة المعيشية 2.65، أما متوسط حجم العائلات فبلغ 3.10.
بلغ العمر الوسطي للسكان 33.4 عاماً. وكانت نسبة 29.2% من القاطنين تحت سن الثامنة عشر، وكانت نسبة 6.7% بين الثامنة عشر والرابعة والعشرين عاماً، ونسبة 34.4% كانت واقعةً في الفئة العمرية ما بين الخامسة والعشرين والرابعة والأربعين عاماً، ونسبة 17.8% كانت ما بين الخامسة والأربعين والرابعة والستين، ونسبة 10% كانت ضمن فئة الخامسة والستين عاماً فما فوق. يوجد لكل 100 أنثى 94.0 ذكر، ويوجد لكل 100 أنثى في الثامنة عشر من عمرها فما فوق 90.6 ذكر.
بلغ متوسط دخل الأسرة في البلدة 53,629 دولارًا، أما متوسط دخل العائلة فبلغ 63,245 دولارًا. وكان متوسط دخل الذكور 46,240 دولارًا مقابل 28,685 دولارًا للإناث. وسجل دخل الفرد الخاص بالبلدة 23,196 دولارًا. وكانت نسبة 1.5% من العائلات ونسبة 2.3% من السكان تحت خط الفقر، وكان من هؤلاء نسبة 1.3% تحت سن الثامنة عشر ونسبة 4.4% في الخامسة والستين من العمر وما فوق.

### تعداد عام 2010
بلغ عدد سكان براونسبورغ 21,285 نسمة بحسب تعداد عام 2010، وبلغ عدد الأسر 7,948 أسرة وعدد العائلات 5,816 عائلة مقيمة في البلدة. في حين سجلت الكثافة السكانية 502.5 نسمة لكل كيلومتر مربع (1,301.5/ميل2). وبلغ عدد الوحدات السكنية 8,376 وحدة بمتوسط كثافة قدره 197.7 لكل كيلومتر مربع (512.0/ميل2).
وتوزع التركيب العرقي للبلدة بنسبة 93.37% من البيض و2.17% من الأمريكيين الأفارقة و0.15% من الأمريكيين الأصليين و1.58% من الأمريكيين ذوي الأصول الآسيوية و0.06% من سكان جزر المحيط الهادئ و1.23% من الأعراق الأخرى و1.45% من عرقين مختلطين أو أكثر و2.98% من الهسبانيون أو اللاتينيون من أي عرق.
بلغ عدد الأسر 7,948 أسرة كانت نسبة 40.9% منها لديها أطفال تحت سن الثامنة عشر تعيش معهم، وبلغت نسبة الأزواج القاطنين مع بعضهم البعض 58.7% من أصل المجموع الكلي للأسر، ونسبة 10.5% من الأسر كان لديها معيلات من الإناث دون وجود شريك،  بينما كانت نسبة 4% من الأسر لديها معيلون من الذكور دون وجود شريكة وكانت نسبة 26.8% من غير العائلات. تألفت نسبة 22.4% من أصل جميع الأسر من عدة أفراد يعيشون في نفس المنزل ونسبة 8.6% كانت تتألف من شخص يعيش بمفرده يبلغ من العمر 65 عاماً أو أكثر. وبلغ متوسط حجم الأسرة المعيشية 2.64، أما متوسط حجم العائلات فبلغ 3.11.
بلغ العمر الوسطي للسكان 36.0 عاماً. وكانت نسبة 28.4% من القاطنين تحت سن الثامنة عشر، وكانت نسبة 6.6% بين الثامنة عشر والرابعة والعشرين عاماً، ونسبة 28.9% كانت واقعةً في الفئة العمرية ما بين الخامسة والعشرين والرابعة والأربعين عاماً، ونسبة 24.1% كانت ما بين الخامسة والأربعين والرابعة والستين، ونسبة 12% كانت ضمن فئة الخامسة والستين عاماً فما فوق. وتوزع التركيب الجنسي للسكان بنسبة 48% ذكور و52% إناث.

## وصلات خارجية
- الموقع الرسمي